# SK Dila Gori
El SK Dila Gori (en georgià: საფეხბურთო კლუბი დილა გორ?) és un club de futbol de Geòrgia, de la ciutat de Gori.

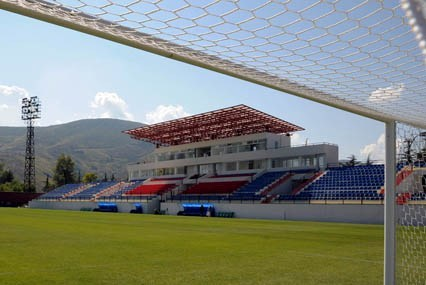
Estadi Tengiz Burjanadze.

Va ser fundat el 1949. Evolució del nom:
- 1949: Futbol'nyj Klub Dila Gori
- 1990: Sapekhburto K'lubi Dila Gori

## Palmarès
- Lliga georgiana de futbol:
  - 2014-15

- Copa georgiana de futbol:
  - 2011-12